# 科菲 (密蘇里州)
科菲（英語：Coffey）是位於美國密蘇里州戴維斯縣的城市。

## 人口
根據2020年美國人口普查的數據，科菲的面積為0.54平方千米，皆為陸地。當地共有人口151人，而人口密度為每平方千米280人。